# Jeremy Summers
Pour les articles homonymes, voir Summers.
Jeremy Summers, né le 18 août 1931 à Cervia (Hertfordshire) et mort le 14 décembre 2016 à Welwyn Garden City (Hertfordshire), est un réalisateur et scénariste britannique.

## Biographie
Walter John Jeremy Summers est né en 1931. Il est le fils de Dora (née Bird), une actrice, et de Walter Summers, un réalisateur et scénariste de films qui a jeté un pont entre l'ère du cinéma muet et celle du parlant, et dont le propre père écrivait des pantomimes pour la théâtre. La sœur aînée de Jeremy Summers, Jill, est devenue maquilleuse pour la BBC. Ses parents se sont séparés lorsqu'il avait 16 ans et Summers a quitté l'école de Bedford pour travailler dans les studios Elstree. Il y est devenu assistant réalisateur sur des films tels que Les Briseurs de barrages (1955) de Michael Anderson et Moby Dick (1956) de John Huston.
Entre 1960 et 2001, Summers a réalisé quinze films dont À plein tube (1965), un film musical mettant en vedette le groupe Gerry and the Pacemakers, Dateline Diamonds (1965), également sur la musique rock, La Vengeance de Fu Manchu (1967) avec Christopher Lee ou La Maison des mille poupées (1967) avec Vincent Price ainsi que de nombreux épisodes de séries télévisées renommées. Il a notamment réalisé des épisodes de séries à succès comme Le Saint, Aventures australes, Jason King, Poigne de fer et séduction, Coronation Street ou All Creatures Great & Small.
Il est décédé en décembre 2016 au Royaume-Uni, à l'âge de 85 ans.

## Filmographie partielle

### Réalisateur de cinéma
- 1960 : Depth Charge (en)
- 1963 : The Punch and Judy Man (en)
- 1964 : Crooks in Cloisters (en)
- 1965 : À plein tube (Ferry Cross the Mersey)
- 1965 : San Ferry Ann (en)
- 1965 : Dateline Diamonds (en)
- 1967 : La Vengeance de Fu Manchu (The Vengeance of Fu Manchu)
- 1967 : Five Golden Dragons (Die Pagode zum fünften Schrecken)
- 1967 : La Maison des mille poupées (La casa de las mil muñecas)
- 1968 : Eve
- 1976 : One Hour to Zero (en)
- 1978 : Sammy's Super T-Shirt (en)